# Jesús Fernández Oceja
Jesús Fernández Ojeca, španski rokometaš, * 25. februar 1974, Santander.
Leta 1996 je na poletnih olimpijskih igrah v Atlanti v sestavi švedske reprezentance osvojil bronasto olimpijsko medaljo.